# WTA Tour 1977
Il WTA Tour 1977 è iniziato il 3 gennaio con il Virginia Slims of Washington e si è concluso il 31 dicembre con la finale dell'Australian Open di dicembre.
Nel 1977 indipendentemente dai tornei del Grande Slam organizzati dall'ITF, la stagione dei tornei della WTA era divisa in due circuiti:
1. Da gennaio a marzo: le Virginia Slims Series disputate esclusivamente negli Stati Uniti che si concludeva con il Masters disputato dalle migliori giocatrici che avevano accumulato più punti in questa parte della stagione. Contemporaneamente si giocavano le Futures Series che comprendevano i tornei con montepremi di 20.000 $.
2. Da aprile a novembre: le Colgate Series disputate nei Paesi di tutto il resto del mondo. Questa serie si concludeva con il Colgate Series Championships cui accedevano le migliori giocatrici che avevano accumulato più punti nella seconda parte della stagione.

Un certo numero di tornei non appartenevano a nessuno di questi due circuiti.

## Gennaio
| Settimana               | Torneo                                                                                 | Vincitrici                                                    | Finaliste                               | Semifinaliste | Eliminate ai quarti |
| ----------------------- | -------------------------------------------------------------------------------------- | ------------------------------------------------------------- | --------------------------------------- | ------------- | ------------------- |
| 3 gennaio               | Virginia Slims of Washington 1977 Washington, USA Sintetico indoor Singolare - Doppio  | Martina Navrátilová 6-2 6-3                                   | Chris Evert                             |               |                     |
| 3 gennaio               | Virginia Slims of Washington 1977 Washington, USA Sintetico indoor Singolare - Doppio  | Martina Navrátilová Betty Stöve 7-5, 6-2                      | Kristien Shaw-Kemmer Valerie Ziegenfuss |               |                     |
| 3 gennaio (2 settimane) | Australian Open gennaio 1977 Melbourne, Australia Erba Singolare - Doppio              | Kerry Melville Reid 7-5 6-2                                   | Dianne Fromholtz Balestrat              |               |                     |
| 3 gennaio (2 settimane) | Australian Open gennaio 1977 Melbourne, Australia Erba Singolare - Doppio              | Dianne Fromholtz Balestrat Helen Gourlay-Cawley 5-7, 6-1, 7-5 | Betsy Nagelsen Kerry Melville Reid      |               |                     |
| 10 gennaio              | Virginia Slims of Florida 1977 Hollywood, USA Sintetico indoor Singolare - Doppio      | Chris Evert 6-3 6-4                                           | Margaret Smith-Court                    |               |                     |
| 10 gennaio              | Virginia Slims of Florida 1977 Hollywood, USA Sintetico indoor Singolare - Doppio      | Martina Navrátilová Betty Stöve 6-4, 3-6, 6-4                 | Rosie Casals Chris Evert                |               |                     |
| 16 gennaio              | Avon Futures of Portland 1977 Portland, USA Cemento indoor Singolare - Doppio          | Tracy Austin 6-7 6-3 4-1 ritiro                               | Stacy Margolin                          |               |                     |
| 16 gennaio              | Avon Futures of Portland 1977 Portland, USA Cemento indoor Singolare - Doppio          | María-Isabel Fernández Mimi Wikstedt 1-6 6-2 6-3              | Paula Smith Sharon Walsh                |               |                     |
| 17 gennaio              | Virginia Slims of Houston 1977 Houston, Texas, USA Sintetico indoor Singolare - Doppio | Martina Navrátilová 7-6 (5-3) 7-5                             | Sue Barker                              |               |                     |
| 17 gennaio              | Virginia Slims of Houston 1977 Houston, Texas, USA Sintetico indoor Singolare - Doppio | Martina Navrátilová Betty Stöve 4–6, 6–2, 6–1                 | Sue Barker Ann Kiyomura                 |               |                     |
| 17 gennaio              | Avon Futures of Boise 1977 Boise, USA Campo indoor Singolare - Doppio                  | Pam Teeguarden 6-1 6-3                                        | Sharon Walsh                            |               |                     |
| 17 gennaio              | Avon Futures of Boise 1977 Boise, USA Campo indoor Singolare - Doppio                  | Linky Boshoff Laura DuPont 6-3 6-7 6-3                        | Bunny Bruning Wendy Overton             |               |                     |
| 24 gennaio              | US Indoors 1977 Minneapolis, USA Sintetico indoor Singolare - Doppio                   | Martina Navrátilová 6-0 6-1                                   | Sue Barker                              |               |                     |
| 24 gennaio              | US Indoors 1977 Minneapolis, USA Sintetico indoor Singolare - Doppio                   | Rosie Casals Martina Navrátilová 6-2, 6-1                     | Mima Jaušovec Virginia Ruzici           |               |                     |
| 24 gennaio              | Avon Futures of Long Island 1977 Port Washington, USA Campo indoor Singolare - Doppio  | Laura DuPont 7-6 4-6 6-1                                      | Brigette Cuypers                        |               |                     |
| 24 gennaio              | Avon Futures of Long Island 1977 Port Washington, USA Campo indoor Singolare - Doppio  | Ann Kiyomura Ilana Kloss 7-5 6-4                              | Brigette Cuypers Laura DuPont           |               |                     |
| 31 gennaio              | Virginia Slims of Seattle 1977 Seattle, USA Sintetico indoor Singolare - Doppio        | Chris Evert 6-2 6-4                                           | Martina Navrátilová                     |               |                     |
| 31 gennaio              | Virginia Slims of Seattle 1977 Seattle, USA Sintetico indoor Singolare - Doppio        | Rosie Casals Chris Evert 6-4, 3-6, 6-3                        | Françoise Dürr Martina Navrátilová      |               |                     |
| 31 gennaio              | Avon Futures of Westchester 1977 Port Chester, USA Campo indoor Singolare - Doppio     | Florența Mihai 6-4 3-6 6-4                                    | Betsy Nagelsen                          |               |                     |
| 31 gennaio              | Avon Futures of Westchester 1977 Port Chester, USA Campo indoor Singolare - Doppio     | Betsy Nagelsen Iris Riedel-Kuhn 6-2 3-6 7-5                   | Raquel Giscafré Candy Reynolds          |               |                     |

## Febbraio
| Settimana   | Torneo                                                                                        | Vincitrici                                 | Finaliste                        | Semifinaliste | Eliminate ai quarti |
| ----------- | --------------------------------------------------------------------------------------------- | ------------------------------------------ | -------------------------------- | ------------- | ------------------- |
| 7 febbraio  | Virginia Slims of Chicago 1977 Chicago, USA Sintetico indoor Singolare - Doppio               | Chris Evert 6-1 6-3                        | Margaret Smith-Court             |               |                     |
| 7 febbraio  | Virginia Slims of Chicago 1977 Chicago, USA Sintetico indoor Singolare - Doppio               | Rosie Casals Chris Evert 6–3, 6–4          | Margaret Smith-Court Betty Stöve |               |                     |
| 13 febbraio | Futures of Ohio 1977 Columbus, USA Campo indoor Singolare - Doppio                            | Yvonne Vermaak 7-5 6-2                     | Lindsey Beaven                   |               |                     |
| 13 febbraio | Futures of Ohio 1977 Columbus, USA Campo indoor Singolare - Doppio                            | Michèle Gurdal Yvonne Vermaak 7-6 7-5      | Kathleen Harter Bettany Stuart   |               |                     |
| 14 febbraio | Virginia Slims of Los Angeles 1977 Los Angeles, Stati Uniti Cemento indoor Singolare - Doppio | Chris Evert 6-2 2-6 6-1                    | Martina Navrátilová              |               |                     |
| 14 febbraio | Virginia Slims of Los Angeles 1977 Los Angeles, Stati Uniti Cemento indoor Singolare - Doppio | Rosie Casals Chris Evert 6-2, 6-4          | Martina Navrátilová Betty Stöve  |               |                     |
| 20 febbraio | Futures of Atlanta 1977 Atlanta, USA Campo indoor Singolare - Doppio                          | Mary Struthers 6-2 6-0                     | Laura DuPont                     |               |                     |
| 20 febbraio | Futures of Atlanta 1977 Atlanta, USA Campo indoor Singolare - Doppio                          | Paulina Peled Linda Thomas 6-3 6-3         | Raquel Giscafré Candy Reynolds   |               |                     |
| 21 febbraio | Virginia Slims of Detroit 1977 Detroit, MI, USA Sintetico indoor Singolare - Doppio           | Martina Navrátilová 6-4 6-4                | Sue Barker                       |               |                     |
| 21 febbraio | Virginia Slims of Detroit 1977 Detroit, MI, USA Sintetico indoor Singolare - Doppio           | Martina Navrátilová Betty Stöve 6–3, 6–4   | Janet Newberry Joanne Russell    |               |                     |
| 28 febbraio | Avon Futures of Fort Myers 1977 Fort Myers, USA Terra rossa Singolare - Doppio                | Linky Boshoff 6-4 6-4                      | Zenda Liess                      |               |                     |
| 28 febbraio | Avon Futures of Fort Myers 1977 Fort Myers, USA Terra rossa Singolare - Doppio                | Linky Boshoff Ilana Kloss 6-2 6-3          | Lele Forood Candy Reynolds       |               |                     |
| 28 febbraio | Virginia Slims of California 1977 San Francisco, Stati Uniti Cemento Singolare - Doppio       | Sue Barker 6-3 6-4                         | Virginia Wade                    |               |                     |
| 28 febbraio | Virginia Slims of California 1977 San Francisco, Stati Uniti Cemento Singolare - Doppio       | Kerry Melville Reid Greer Stevens 6–3, 6–1 | Sue Barker Ann Kiyomura          |               |                     |
| 28 febbraio | Futures of Jacksonville 1977 Jacksonville, USA Singolare - Doppio                             | Lindsey Beaven 6-4 7-5                     | Susan Hagey                      |               |                     |
| 28 febbraio | Futures of Jacksonville 1977 Jacksonville, USA Singolare - Doppio                             | Ilana Kloss Betsy Nagelsen 7-6 6-4         | Glynis Coles-Bond Florența Mihai |               |                     |

## Marzo
| Settimana | Torneo                                                                         | Vincitrici                                 | Finaliste                         | Semifinaliste | Eliminate ai quarti |
| --------- | ------------------------------------------------------------------------------ | ------------------------------------------ | --------------------------------- | ------------- | ------------------- |
| 7 marzo   | Virginia Slims of Dallas 1977 Dallas, USA Sintetico indoor Singolare - Doppio  | Sue Barker 6-1 7-6 (5-4)                   | Terry Holladay                    |               |                     |
| 7 marzo   | Virginia Slims of Dallas 1977 Dallas, USA Sintetico indoor Singolare - Doppio  | Martina Navrátilová Betty Stöve 6–2, 6–4   | Kerry Melville Reid Greer Stevens |               |                     |
| 7 marzo   | Futures of Pensacola 1977 Pensacola, USA Singolare - Doppio                    | Betsy Nagelsen 6-4 7-5                     | Florența Mihai                    |               |                     |
| 7 marzo   | Futures of Pensacola 1977 Pensacola, USA Singolare - Doppio                    | Ann Kiyomura Wendy Turnbull 6-1 6-2        | Carrie Meyer Betsy Nagelsen       |               |                     |
| 14 marzo  | Virginia Slims of Philadelphia 1977 Filadelfia, USA Cemento Singolare - Doppio | Chris Evert 6-4 4-6 6-3                    | Martina Navrátilová               |               |                     |
| 14 marzo  | Virginia Slims of Philadelphia 1977 Filadelfia, USA Cemento Singolare - Doppio | Françoise Dürr Virginia Wade 6-4, 4-6, 6-4 | Martina Navrátilová Betty Stöve   |               |                     |
| 14 marzo  | Futures Championships 1977 Hilton Head, USA Terra rossa Singolare              | Betsy Nagelsen 6-3 6-4                     | Florența Mihai                    |               |                     |
| 24 marzo  | Virginia Slims Championships 1977 New York, USA Sintetico indoor Singolare     | Chris Evert 2-6 6-1 6-1                    | Sue Barker                        |               |                     |
| 24 marzo  | Virginia Slims Championships 1977 New York, USA Sintetico indoor Singolare     | Martina Navrátilová Betty Stöve 7–5, 6–3   | Françoise Dürr Virginia Wade      |               |                     |
| 28 marzo  | Family Circle Cup 1977 Hilton Head, USA Terra verde Singolare - Doppio         | Chris Evert 6-0 6-1                        | Billie Jean King                  |               |                     |
| 28 marzo  | Family Circle Cup 1977 Hilton Head, USA Terra verde Singolare - Doppio         | Rosie Casals Chris Evert 1-6, 6-2, 6-3     | Françoise Dürr Virginia Wade      |               |                     |

## Aprile
| Settimana | Torneo                                                                   | Vincitrici                               | Finaliste                    | Semifinaliste | Eliminate ai quarti |
| --------- | ------------------------------------------------------------------------ | ---------------------------------------- | ---------------------------- | ------------- | ------------------- |
| 4 aprile  | World Doubles Championships 1977 Tokyo, Giappone Sintetico indoor Doppio | Martina Navrátilová Betty Stöve 7–5, 6–3 | Françoise Dürr Virginia Wade |               |                     |

## Maggio
| Settimana               | Torneo                                                                      | Vincitrici                                    | Finaliste                        | Semifinaliste | Eliminate ai quarti |
| ----------------------- | --------------------------------------------------------------------------- | --------------------------------------------- | -------------------------------- | ------------- | ------------------- |
| 9 maggio                | WTA German Open 1977 Amburgo, Germania Terra rossa Singolare - Doppio       | Laura DuPont 6-1 6-4                          | Heidi Eisterlehner               |               |                     |
| 9 maggio                | WTA German Open 1977 Amburgo, Germania Terra rossa Singolare - Doppio       | Linky Boshoff Ilana Kloss 2-6, 6-4, 7-5       | Regina Maršíková Renáta Tomanová |               |                     |
| 16 maggio               | Internazionali d'Italia 1977 Roma, Italia Terra rossa Singolare - Doppio    | Janet Newberry 6-3 7-6                        | Renáta Tomanová                  |               |                     |
| 16 maggio               | Internazionali d'Italia 1977 Roma, Italia Terra rossa Singolare - Doppio    | Brigette Cuypers Marise Kruger                | Bunny Bruning Sharon Walsh       |               |                     |
| 23 maggio (2 settimane) | Open di Francia 1977 Parigi, Francia Terra rossa Singolare - Doppio - Misto | Mima Jaušovec 6-2 6-7 6-1                     | Florența Mihai                   |               |                     |
| 23 maggio (2 settimane) | Open di Francia 1977 Parigi, Francia Terra rossa Singolare - Doppio - Misto | Regina Maršíková Pam Teeguarden 5–7, 6–4, 6–2 | Rayni Fox Helen Gourlay-Cawley   |               |                     |

## Giugno
| Settimana             | Torneo                                                                                    | Vincitrici                                  | Finaliste                       | Semifinaliste | Eliminate ai quarti |
| --------------------- | ----------------------------------------------------------------------------------------- | ------------------------------------------- | ------------------------------- | ------------- | ------------------- |
| 20 giugno 2 settimane | Torneo di Wimbledon 1977 Wimbledon, Londra, Gran Bretagna Erba Singolare - Doppio - Misto | Virginia Wade 4-6 6-3 6-1                   | Betty Stöve                     |               |                     |
| 20 giugno 2 settimane | Torneo di Wimbledon 1977 Wimbledon, Londra, Gran Bretagna Erba Singolare - Doppio - Misto | Helen Gourlay-Cawley Joanne Russell 6-3 6-3 | Martina Navrátilová Betty Stöve |               |                     |

## Luglio
Nessun evento

## Agosto
| Settimana             | Torneo                                                                            | Vincitrici                               | Finaliste                            | Semifinaliste | Eliminate ai quarti |
| --------------------- | --------------------------------------------------------------------------------- | ---------------------------------------- | ------------------------------------ | ------------- | ------------------- |
| 8 agosto              | US Clay Court Championships 1977 Indianapolis, USA Terra rossa Singolare - Doppio | Laura DuPont 6-4 6-3                     | Nancy Richey                         |               |                     |
| 8 agosto              | US Clay Court Championships 1977 Indianapolis, USA Terra rossa Singolare - Doppio | Linky Boshoff Ilana Kloss 5–7, 7–5, 6–3  | Mary Carillo Wendy Overton           |               |                     |
| 15 agosto             | Canada Open 1977 Toronto, Canada Terra rossa Singolare - Doppio                   | Regina Maršíková 6-4 4-6 6-2             | Marise Kruger                        |               |                     |
| 15 agosto             | Canada Open 1977 Toronto, Canada Terra rossa Singolare - Doppio                   | Linky Boshoff Ilana Kloss 6-2, 6-3       | Rosie Casals Evonne Goolagong Cawley |               |                     |
| 22 agosto             | Charlotte Classic 1977 Charlotte, USA Terra rossa Singolare - Doppio              | Martina Navrátilová 3-6 6-2 6-1          | Mima Jaušovec                        |               |                     |
| 22 agosto             | Charlotte Classic 1977 Charlotte, USA Terra rossa Singolare - Doppio              | Martina Navrátilová Betty Stöve 6-3, 6-4 | Regina Maršíková Pam Teeguarden      |               |                     |
| 31 agosto 2 settimane | US Open 1977 Flushing Meadows, New York, USA Cemento Singolare - Doppio - Misto   | Chris Evert 7–6(3) 6-2                   | Wendy Turnbull                       |               |                     |
| 31 agosto 2 settimane | US Open 1977 Flushing Meadows, New York, USA Cemento Singolare - Doppio - Misto   | Martina Navrátilová Betty Stöve 6–1, 7–6 | Renée Richards Betty-Ann Stuart      |               |                     |

## Settembre
| Settimana    | Torneo | Vincitrici                              | Finaliste                      | Semifinaliste | Eliminate ai quarti |
| ------------ | --- | --------------------------------------- | ------------------------------ | ------------- | ------------------- |
| 12 settembre | Toray Pan Pacific Open 1977 Tokyo, Giappone Cemento Singolare                                                         | Virginia Wade 5-7 7-5 6-4               | Martina Navrátilová            |               |                     |
| 26 settembre | Eckerd Tennis Open 1977 (Florida Federal Open Palm Hbr St Petersburg) Palm Harbor, USA Terra rossa Singolare - Doppio | Virginia Ruzici 4-6 6-4 6-2             | Laura DuPont                   |               |                     |
| 26 settembre | Eckerd Tennis Open 1977 (Florida Federal Open Palm Hbr St Petersburg) Palm Harbor, USA Terra rossa Singolare - Doppio | Linky Boshoff Ilana Kloss 6–7, 6–2, 6–2 | Brigette Cuypers Marise Kruger |               |                     |

## Ottobre
| Settimana  | Torneo                                                                                         | Vincitrici                                       | Finaliste                           | Semifinaliste | Eliminate ai quarti |
| ---------- | ---------------------------------------------------------------------------------------------- | ------------------------------------------------ | ----------------------------------- | ------------- | ------------------- |
| 3 ottobre  | Toyota Classic 1977 (Atlanta Wyler's Classic) Atlanta, USA Sintetico indoor Singolare - Doppio | Chris Evert 6-3 6-2                              | Dianne Fromholtz Balestrat          |               |                     |
| 3 ottobre  | Toyota Classic 1977 (Atlanta Wyler's Classic) Atlanta, USA Sintetico indoor Singolare - Doppio | Martina Navrátilová Betty Stöve 6-4, 6-2         | Brigette Cuypers Marise Kruger      |               |                     |
| 10 ottobre | Thunderbird Classic 1977 Phoenix, USA Cemento Singolare - Doppio                               | Billie Jean King 1-6 6-1 6-0                     | Wendy Turnbull                      |               |                     |
| 10 ottobre | Thunderbird Classic 1977 Phoenix, USA Cemento Singolare - Doppio                               | Billie Jean King Martina Navrátilová 6-1, 7-5    | Helen Gourlay-Cawley Joanne Russell |               |                     |
| 17 ottobre | Brasil Open 1977 San Paolo, Brasile Cemento Singolare - Doppio                                 | Billie Jean King 6-1 6-4                         | Betty Stöve                         |               |                     |
| 17 ottobre | Brasil Open 1977 San Paolo, Brasile Cemento Singolare - Doppio                                 | Kerry Melville Reid Wendy Turnbull 6-3, 5-7, 6-2 | Martina Navrátilová Betty Stöve     |               |                     |
| 24 ottobre | Puerto Rico Open 1977 San Juan, Porto Rico Cemento Singolare - Doppio                          | Billie Jean King 6-1 6-3                         | Janet Newberry                      |               |                     |
| 24 ottobre | Puerto Rico Open 1977 San Juan, Porto Rico Cemento Singolare - Doppio                          | Rosie Casals Billie Jean King 4–6, 6–2, 6–3      | Linky Boshoff Ilana Kloss           |               |                     |

## Novembre
| Settimana   | Torneo                                                                         | Vincitrici                                      | Finaliste                           | Semifinaliste | Eliminate ai quarti |
| ----------- | ------------------------------------------------------------------------------ | ----------------------------------------------- | ----------------------------------- | ------------- | ------------------- |
| 1º novembre | Colgate Series Championships 1977 Palm Springs, USA Cemento Singolare - Doppio | Chris Evert 6-2 6-2                             | Billie Jean King                    |               |                     |
| 1º novembre | Colgate Series Championships 1977 Palm Springs, USA Cemento Singolare - Doppio | Françoise Dürr Virginia Wade 6-1, 4-6, 6-4      | Helen Gourlay-Cawley Joanne Russell |               |                     |
| 14 novembre | WTA Sydney 1977 Sydney, Australia Erba Singolare - Doppio                      | Evonne Goolagong Cawley 6-1 6-3                 | Kerry Melville Reid                 |               |                     |
| 14 novembre | WTA Sydney 1977 Sydney, Australia Erba Singolare - Doppio                      | Kerry Melville Reid Greer Stevens Non terminato | Evonne Goolagong Cawley Betty Stöve |               |                     |
| 21 novembre | Sunsmart Victorian Open 1977 Melbourne, Australia Erba Singolare - Doppio      | Evonne Goolagong Cawley 6-4 6-1                 | Wendy Turnbull                      |               |                     |
| 21 novembre | Sunsmart Victorian Open 1977 Melbourne, Australia Erba Singolare - Doppio      | Evonne Goolagong Cawley Betty Stöve 6-3, 6-0    | Patricia Bostrom Kym Ruddell        |               |                     |
| 28 novembre | South African Open 1977 Johannesburg, Sudafrica Cemento Singolare - Doppio     | Linky Boshoff 6-4 6-1                           | Brigette Cuypers                    |               |                     |
| 28 novembre | South African Open 1977 Johannesburg, Sudafrica Cemento Singolare - Doppio     | Linky Boshoff Ilana Kloss 5-7, 6-3, 6-3         | Brigette Cuypers Marise Kruger      |               |                     |

## Dicembre
| Settimana               | Torneo                                                                     | Vincitrici                                                                                    | Finaliste                                  | Semifinaliste | Eliminate ai quarti |
| ----------------------- | -------------------------------------------------------------------------- | --------------------------------------------------------------------------------------------- | ------------------------------------------ | ------------- | ------------------- |
| 5 dicembre              | Bremar Cup 1977 Londra, Gran Bretagna Campo indoor Singolare - Doppio      | Billie Jean King 6-3 6-1                                                                      | Virginia Wade                              |               |                     |
| 5 dicembre              | Bremar Cup 1977 Londra, Gran Bretagna Campo indoor Singolare - Doppio      | Billie Jean King Renáta Tomanová 6-2, 6-3                                                     | Betty Stöve Virginia Wade                  |               |                     |
| 12 dicembre             | New South Wales Open 1977 Sydney, Australia Erba Singolare - Doppio        | Evonne Goolagong Cawley 6-2 6-3                                                               | Sue Barker                                 |               |                     |
| 12 dicembre             | New South Wales Open 1977 Sydney, Australia Erba Singolare - Doppio        | Evonne Goolagong Cawley Helen Gourlay-Cawley 6-0, 6-0                                         | Mona Schallau Guerrant Kerry Melville Reid |               |                     |
| 19 dicembre 2 settimane | Australian Open dicembre 1977 Melbourne, Australia Erba Singolare - Doppio | Evonne Goolagong Cawley 6-3 6-0                                                               | Helen Gourlay-Cawley                       |               |                     |
| 19 dicembre 2 settimane | Australian Open dicembre 1977 Melbourne, Australia Erba Singolare - Doppio | Evonne Goolagong Cawley Helen Gourlay-Cawley titolo condiviso (finale cancellata per pioggia) | Mona Schallau Guerrant Kerry Melville Reid |               |                     |